# Тымь-Поронайская низменность
Тымь-Поронайская низменность расположена на острове Сахалин между Восточно-Сахалинскими и Западно-Сахалинские горами. Её длина 250 километров, а ширина от 5 и до 60 километров. Образована низменность двумя расходящимися долинами, на которых находятся реки Поронай и Тымь. Данную низменность можно назвать основным сельскохозяйственным районом северной части Сахалина. Тут развито овощеводство. Тымь-Поронайская низменность содержит и лиственничную тайгу, и заболоченные местности. Климат этой части острова Сахалин довольно суров. Данная низменность является своего рода «полюсом холода» Сахалина. Зимой температура может достигать −51 °C.